# 帕尔坦
帕尔坦（Phaltan），是印度马哈拉施特拉邦萨塔拉县的一个城镇。总人口50798（2001年）。

## 人口
该地2001年总人口50798人，其中男性25961人，女性24837人；0—6岁人口5854人，其中男3115人，女2739人；识字率75.11%，其中男性为80.44%，女性为69.53%。